# 奥蒂斯 (科罗拉多州)
奥蒂斯（英語：Otis），是美国科罗拉多州华盛顿县下属的一座城市。建市于1917年3月27日，面积大约为0.412平方英里（1.067平方公里）。根据2010年美国人口普查，该市有人口475人。2011年估计该市有人口471人，相比2010年人口增长率为-0.84%。同时，论人口该市是科罗拉多州第199大城市。